# رودخانه ماهجیلو
رودخانه ماهجیلو (به لاتین: Mahajilo River) یک رود در ماداگاسکار است که در ماداگاسکار واقع شده‌است.